# Nati l'8 gennaio
| Questa pagina contiene informazioni ricavate automaticamente dalle voci biografiche con l'ausilio del template Bio e di un bot. L'aggiornamento è periodico e automatico e ricostruisce completamente la pagina. Se manca una persona in questa lista, sei pregato di non aggiungerla, ma accertati piuttosto che la sua voce biografica contenga il template Bio e che i dati anagrafici siano correttamente compilati. Se il template Bio manca, inseriscilo tu stesso o, in alternativa, metti l'avviso {{tmp\|Bio}} che ne segnala la mancanza. Se i dati riportati sono sbagliati, correggi direttamente la voce biografica; le modifiche saranno visibili in questa lista entro pochi giorni. Per chiarimenti vedi il progetto biografie. La lista contiene solo le 1.234 persone che sono citate nell'enciclopedia e per le quali è stato implementato correttamente il template Bio. Pagina aggiornata al 17 ago 2025. |

## V secolo(1)
- 454 - Giovanni Esicasta, vescovo e santo armeno († 558)

## XI secolo(2)
- 1037 - Su Shi, poeta cinese († 1101)
- 1081 - Enrico V di Franconia, re († 1125)

## XIV secolo(1)
- 1345 - Kadi Burhan al-Din, turco

## XV secolo(3)
- 1434 - Guido Stella, storico, poeta e medico italiano († 1492)
- 1478 - Konrad Pelikan, umanista e teologo tedesco († 1556)
- 1498 - Toto del Nunziata, pittore e architetto italiano († 1554)

## XVI secolo(9)
- 1529 - Giovanni Federico II di Sassonia, duca tedesco († 1595)
- 1556 - Giuseppe da Leonessa, presbitero e santo italiano († 1612)
- 1556 - Uesugi Kagekatsu, militare giapponese († 1623)
- 1562 - Cosimo Gamberucci, pittore italiano († 1621)
- 1583 - Simon Episcopius, teologo olandese († 1643)
- 1585 - Enrichetta Caterina di Joyeuse, nobile francese († 1656)
- 1587 - Jan Pieterszoon Coen, politico e generale olandese († 1629)
- 1587 - Johannes Fabricius, medico, astrologo e astronomo tedesco († 1616)
- 1588 - Giovanni Francesco Gondola, scrittore e poeta dalmata († 1638)

## XVII secolo(18)
- 1601 - Baltasar Gracián, gesuita, scrittore e filosofo spagnolo († 1658)
- 1612 - Raffaele Soprani, storico, pittore e politico italiano († 1672)
- 1616 - Giovanni Antonio De Rossi, architetto italiano († 1695)
- 1626 - Jean Talon, funzionario francese († 1694)
- 1628 - Francesco Enrico di Montmorency-Luxembourg, nobile e generale francese († 1695)
- 1632 - Samuel von Pufendorf, giurista e filosofo tedesco († 1694)
- 1635 - Luis Manuel Fernández Portocarrero y Guzmán, cardinale e arcivescovo cattolico spagnolo († 1709)
- 1636 - Fernando de Valenzuela, politico spagnolo († 1692)
- 1638 - Elisabetta Sirani, pittrice italiana († 1665)
- 1640 - Elisabetta Dorotea di Sassonia-Gotha-Altenburg, nobile († 1709)
- 1652 - Wilhelm Homberg, chimico e medico olandese († 1715)
- 1680 - Sebastiano Conca, pittore italiano († 1764)
- 1682 - Gaspare Antonio Baroni Cavalcabò, pittore italiano († 1759)
- 1686 - Giuseppe Lorenzo Briati, vetraio italiano († 1772)
- 1686 - Guglielmo Federico di Brandeburgo-Ansbach, nobile († 1723)
- 1687 - Bernardo Maria De Rubeis, teologo e storico italiano († 1775)
- 1694 - Raffaele Chyliński, presbitero polacco († 1741)
- 1696 - Étienne Parrocel, pittore francese

## XVIII secolo(34)
- 1705 - Jacques-François Blondel, architetto e urbanista francese († 1774)
- 1707 - Luigi di Borbone-Francia, nobile francese († 1712)
- 1721 - Giovanni Federico di Schwarzburg-Rudolstadt, principe tedesco († 1767)
- 1724 - Germain Poirier, religioso francese († 1803)
- 1732 - Baldassarre Orsini, architetto e storico dell'arte italiano († 1810)
- 1733 - Anton von Maron, pittore austriaco († 1808)
- 1735 - George Beresford, I marchese di Waterford, politico irlandese († 1800)
- 1735 - John Carroll, gesuita e arcivescovo cattolico statunitense († 1815)
- 1740 - Manuel Bayeu, pittore, architetto e monaco cristiano spagnolo
- 1742 - Philip Astley, cavallerizzo inglese († 1814)
- 1742 - Domenico Muzzi, pittore italiano († 1812)
- 1746 - Cristiano Federico di Stolberg-Wernigerode, nobile tedesco († 1824)
- 1749 - Angelo Venturoli, architetto italiano († 1821)
- 1761 - Immanuel Gottlieb Huschke, filologo classico tedesco († 1828)
- 1762 - François Xavier de Schwarz, generale francese († 1826)
- 1763 - Jean-Baptiste Drouet, rivoluzionario francese († 1824)
- 1763 - Edmond-Charles Genêt, diplomatico e politico francese († 1834)
- 1763 - Johann Jacob Roemer, botanico e medico svizzero († 1819)
- 1769 - Pietro Benvenuti, pittore italiano († 1844)
- 1769 - Tito Manzi, giurista e politico italiano († 1836)
- 1772 - Franz von Scholl, ufficiale e ingegnere tedesco († 1838)
- 1775 - Felice Greco, vescovo cattolico italiano († 1840)
- 1776 - Thomas Langlois Lefroy, politico e giudice irlandese († 1869)
- 1777 - Filippo Traetta, compositore italiano († 1854)
- 1782 - Tommaso Riario Sforza, cardinale italiano († 1857)
- 1788 - Rodolfo Giovanni d'Asburgo-Lorena, cardinale e arcivescovo cattolico austriaco († 1831)
- 1788 - John Canfield Spencer, politico statunitense († 1855)
- 1788 - Eugenio di Württemberg, generale tedesco († 1857)
- 1791 - Jacob Collamer, politico statunitense († 1865)
- 1792 - Lowell Mason, organista e compositore statunitense († 1872)
- 1793 - Ludwig Reichenbach, botanico, ornitologo e illustratore tedesco († 1879)
- 1797 - Arthur Chichester, I barone Templemore, politico e ufficiale irlandese († 1837)
- 1798 - Giuseppe Rosi, poeta e patriota italiano († 1891)
- 1800 - Luigi Fecia di Cossato, generale e politico italiano († 1882)

## XIX secolo(194)
- 1803 - Friedrich Arnold, medico, anatomista e fisiologo tedesco († 1890)
- 1803 - Félix Orsières, religioso e storico italiano († 1870)
- 1804 - George Childress, avvocato e politico statunitense († 1841)
- 1804 - Paolo Volpicelli, fisico e matematico italiano († 1879)
- 1805 - John Bigler, politico, diplomatico e avvocato statunitense († 1871)
- 1807 - Pavel Aleksandrovič Urusov, generale russo († 1886)
- 1807 - Constantin von Waldburg-Zeil, principe e politico tedesco († 1862)
- 1811 - Ernest Brudenell-Bruce, III marchese di Ailesbury, politico inglese († 1886)
- 1811 - Léon Brunier, avvocato e politico francese († 1875)
- 1811 - Franz Xaver von Paumgartten, generale austriaco († 1866)
- 1811 - Louis François Auguste Souleyet, zoologo francese († 1852)
- 1812 - Sigismund Thalberg, pianista e compositore austriaco († 1871)
- 1812 - Luigi Vassalli, egittologo e patriota italiano († 1887)
- 1813 - Napoléon Louis de Méneval, militare francese († 1899)
- 1816 - Agostino Falconi, poeta e letterato italiano († 1882)
- 1816 - Johann Friedrich Treml, pittore austriaco († 1852)
- 1817 - Theophilus Shepstone, politico sudafricano († 1893)
- 1821 - James Longstreet, generale statunitense († 1904)
- 1822 - Achille Ballarati, politico italiano († 1883)
- 1822 - Carlo Alfredo Piatti, violoncellista e compositore italiano († 1901)
- 1823 - Georg Ferdinand von Waldburg-Zeil, nobile, presbitero e missionario tedesco († 1866)
- 1823 - Alfred Russel Wallace, naturalista, geografo e biologo britannico († 1913)
- 1824 - Wilkie Collins, scrittore inglese († 1889)
- 1825 - Henri Giffard, ingegnere e inventore francese († 1882)
- 1826 - Gabriele Dara Junior, poeta e politico italiano († 1885)
- 1829 - Heinrich Schröter, matematico tedesco († 1892)
- 1830 - Hans von Bülow, direttore d'orchestra, pianista e compositore tedesco († 1894)
- 1830 - Paolo Galeati, tipografo e editore italiano († 1903)
- 1830 - Gouverneur K. Warren, generale statunitense († 1882)
- 1831 - Victor-Lucien-Sulpice Lécot, cardinale e arcivescovo cattolico francese († 1908)
- 1833 - Carl Haber, ingegnere minerario tedesco († 1914)
- 1834 - Carlos Sommervogel, insegnante francese († 1902)
- 1835 - Henry James Byron, commediografo, attore teatrale e impresario teatrale inglese († 1884)
- 1836 - Lawrence Alma-Tadema, pittore olandese († 1912)
- 1838 - Luigi Premi, ingegnere e patriota italiano († 1905)
- 1839 - Augusto Benvenuti, scultore italiano († 1899)
- 1839 - William A. Clark, politico e banchiere statunitense († 1925)
- 1840 - Carlo Andreoli, pianista e compositore italiano († 1908)
- 1840 - Maria Chambefort, fotografa francese († 1893)
- 1840 - William Dean, ingegnere britannico († 1905)
- 1840 - Antonietta Fricci, soprano e mezzosoprano austriaco († 1912)
- 1841 - Emilio Usiglio, compositore e direttore d'orchestra italiano († 1910)
- 1842 - François Pollen, naturalista olandese († 1886)
- 1843 - Frederick Abberline, poliziotto britannico († 1929)
- 1843 - Antonio Frixione, pittore e incisore italiano († 1914)
- 1843 - Alphonse Lévy, pittore e illustratore francese († 1918)
- 1845 - Gyula Fényi, gesuita e astronomo ungherese († 1927)
- 1846 - Francesco Fanzago, medico e politico italiano († 1904)
- 1849 - Stepan Osipovič Makarov, ammiraglio russo († 1904)
- 1850 - Vittorio De Asarta, ingegnere, imprenditore e politico italiano († 1909)
- 1851 - Gérard Leman, generale belga († 1920)
- 1852 - Maurice de Bunsen, diplomatico inglese († 1932)
- 1852 - Giovanni Frattini, matematico italiano († 1925)
- 1854 - Samuel Liddell MacGregor Mathers, esoterista e scrittore britannico († 1918)
- 1854 - John Rahm, golfista statunitense († 1935)
- 1854 - Yan Fu, traduttore cinese († 1921)
- 1856 - Paul Henri Lecomte, botanico francese († 1934)
- 1857 - Augustus Thomas, commediografo, sceneggiatore e giornalista statunitense († 1934)
- 1858 - Tito Lessi, pittore italiano († 1917)
- 1859 - Fanny Bullock-Workman, geografa, cartografa e scrittrice statunitense († 1925)
- 1860 - Carl Lebrecht Udo Dammer, botanico e entomologo tedesco († 1920)
- 1860 - François Guiguet, pittore francese († 1937)
- 1861 - Tom Brindle, calciatore inglese († 1905)
- 1862 - Joseph Déchelette, archeologo francese († 1914)
- 1862 - Frank Doubleday, editore statunitense († 1934)
- 1862 - Giuseppe Facchinetti Pulazzini, magistrato e politico italiano († 1952)
- 1863 - Ernesto Bosch, avvocato, diplomatico e politico argentino († 1951)
- 1863 - August Knoblauch, neurologo tedesco († 1919)
- 1863 - Emilio Quadrelli, scultore italiano († 1925)
- 1863 - Paul Scheerbart, scrittore e disegnatore tedesco († 1915)
- 1863 - Ellen Semple, geografa statunitense († 1932)
- 1864 - Alberto Vittorio, duca di Clarence e Avondale, nobile britannico († 1892)
- 1864 - Marie Renard, mezzosoprano e soprano austriaco († 1939)
- 1865 - Cesare Oddone, ingegnere e politico italiano († 1941)
- 1865 - Winnaretta Singer, mecenate statunitense († 1943)
- 1867 - Crisostomo di Smirne († 1922)
- 1867 - Vincenzo De Bartholomaeis, filologo italiano († 1953)
- 1867 - Emily Greene Balch, pacifista, scrittrice e economista statunitense († 1961)
- 1867 - Erwin Preuschen, teologo e presbitero tedesco († 1920)
- 1868 - Frank Watson Dyson, astronomo inglese († 1939)
- 1868 - Alfredo Sainati, attore italiano († 1936)
- 1869 - Arnold Genthe, fotografo statunitense († 1942)
- 1869 - Ignazio La Russa, avvocato, nobile e politico italiano († 1935)
- 1869 - Antonio Rizzi, pittore italiano († 1940)
- 1870 - Wanda von Debschitz-Kunowski, fotografa tedesca († 1935)
- 1870 - Walter Edwards, regista e attore statunitense († 1920)
- 1870 - Miguel Primo de Rivera, generale e politico spagnolo († 1930)
- 1870 - Ernesto Ragazzoni, poeta, traduttore e giornalista italiano († 1920)
- 1870 - Felice Supino, ittiologo italiano († 1946)
- 1870 - Matteo Trovato, scultore italiano († 1949)
- 1871 - Raffaele Pergolesi, militare italiano († 1953)
- 1871 - Walter Tennyson Swingle, botanico e biologo statunitense († 1952)
- 1873 - Lucien Capet, violinista e compositore francese († 1928)
- 1873 - Alfonso Ferrero, scrittore italiano († 1933)
- 1873 - Giulio Grimaldi, filologo, scrittore e poeta italiano († 1910)
- 1873 - Iuliu Maniu, politico romeno († 1953)
- 1873 - Elena del Montenegro, regina montenegrina († 1952)
- 1874 - Elisabetta Maria di Baviera, nobile tedesca († 1957)
- 1874 - Edward Gould, golfista statunitense († 1937)
- 1874 - Antonio Palacios, architetto spagnolo († 1945)
- 1876 - Armande de Polignac, compositrice francese († 1962)
- 1877 - Carlo Fait, scultore italiano († 1968)
- 1877 - Stanton Heck, attore statunitense († 1929)
- 1878 - Louis Germain, zoologo francese († 1942)
- 1878 - Duilio Gigli, matematico italiano († 1933)
- 1878 - Maurice Jéhin, cavaliere francese
- 1879 - Charles Bryant, attore, sceneggiatore e regista britannico († 1948)
- 1879 - Carlo Corsi, pittore italiano († 1966)
- 1880 - Christian Busch, ginnasta e multiplista tedesco († 1977)
- 1880 - Hrand Nazariantz, scrittore, poeta e giornalista armeno († 1962)
- 1881 - Ferdinando Rocco, magistrato italiano († 1967)
- 1881 - Maria Sagrario di San Luigi Gonzaga, beata spagnola († 1936)
- 1881 - Henrik Shipstead, politico statunitense († 1960)
- 1882 - James Farley, attore statunitense († 1947)
- 1882 - Albert MacQuarrie, attore statunitense († 1950)
- 1882 - Harry Primrose, VI conte di Rosebery, politico britannico († 1974)
- 1882 - Luciano Pérez Platero, arcivescovo cattolico spagnolo († 1963)
- 1882 - Nicola Turchi, presbitero, storico e traduttore italiano († 1958)
- 1883 - Pavel Filonov, pittore e poeta russo († 1941)
- 1883 - Plinio Fraccaro, storico italiano († 1959)
- 1883 - Carl Frølich-Hanssen, dirigente sportivo e calciatore norvegese († 1960)
- 1883 - Patrick Jay Hurley, politico statunitense († 1963)
- 1883 - Joseph Peroteaux, schermidore francese († 1967)
- 1883 - Emilia Zampetti Nava, pittrice italiana († 1970)
- 1884 - Robert Beale, calciatore inglese († 1950)
- 1884 - Cesare Bevilacqua, imprenditore italiano († 1966)
- 1884 - Angelo Cesare Bruni, anatomista italiano († 1955)
- 1884 - Lajos Keresztes-Fischer, generale ungherese († 1948)
- 1884 - Franc Kulovec, politico, presbitero e giornalista jugoslavo († 1941)
- 1884 - Aubrey Lyles, comico, attore e commediografo statunitense († 1932)
- 1884 - Kornel Makuszyński, scrittore, poeta e giornalista polacco († 1953)
- 1884 - Gladys Milton Palmer, produttrice cinematografica e nobile inglese († 1952)
- 1885 - Michele Campana, giornalista e scrittore italiano († 1968)
- 1885 - John Curtin, politico australiano († 1945)
- 1885 - Giuseppe Garrassini Garbarino, aviatore e militare italiano († 1917)
- 1885 - Raffaele Gorjux, giornalista italiano († 1943)
- 1885 - Boris Hambourg, violoncellista russo († 1954)
- 1885 - Mór Kóczán, giavellottista ungherese († 1972)
- 1885 - Settimio Zimarino, religioso e compositore italiano († 1950)
- 1886 - William Coales, mezzofondista britannico († 1960)
- 1886 - Tom January, calciatore statunitense († 1957)
- 1887 - Jan Akkersdijk, calciatore olandese († 1953)
- 1887 - Adriano Tilgher, filosofo, saggista e critico teatrale italiano († 1941)
- 1888 - Baccio Maria Bacci, pittore italiano († 1974)
- 1888 - Richard Courant, matematico tedesco († 1972)
- 1888 - Sverre Lie, calciatore norvegese († 1983)
- 1888 - Matt Moore, attore e regista irlandese († 1960)
- 1888 - Borys Verlins'kyj, scacchista ucraino († 1950)
- 1888 - Pierre Wertheimer, imprenditore francese († 1965)
- 1889 - Henry Dafel, velocista sudafricano († 1947)
- 1889 - Paul Hartmann, attore tedesco († 1977)
- 1889 - Mikko Hyvärinen, ginnasta finlandese († 1973)
- 1889 - Erhard Raus, generale austriaco († 1956)
- 1890 - Sándor Radó, psicoanalista e medico ungherese († 1972)
- 1890 - Fritz Saxl, storico dell'arte austriaco († 1948)
- 1891 - Walther Bothe, fisico, matematico e chimico tedesco († 1957)
- 1891 - Bronislava Fominična Nižinskaja, ballerina, coreografa e insegnante russa († 1972)
- 1891 - Luigi Valcarenghi, militare italiano († 1936)
- 1892 - Achille Gama, calciatore, arbitro di calcio e allenatore di calcio italiano († 1958)
- 1892 - Hans Kindler, violoncellista e direttore d'orchestra olandese († 1949)
- 1892 - Giovanni Mardersteig, editore tedesco († 1977)
- 1892 - Paul Vaillant-Couturier, scrittore, giornalista e politico francese († 1937)
- 1893 - Flo Hart, attrice statunitense († 1960)
- 1893 - Ernst Hess, aviatore tedesco († 1917)
- 1893 - László Hudec, architetto slovacco († 1958)
- 1893 - Roman Stepanovyč Smal'-Stoc'kyj, filologo e diplomatico ucraino († 1969)
- 1894 - Elmer Holland, politico statunitense († 1968)
- 1894 - Massimiliano Maria Kolbe, presbitero e francescano polacco († 1941)
- 1894 - Vasilij Stepanovič Popov, generale sovietico († 1967)
- 1894 - Giovanni Serra, medico e saggista italiano († 1959)
- 1894 - Vilmos Tkálecz, politico e pedagogista sloveno († 1950)
- 1894 - Roger Vercel, scrittore francese († 1957)
- 1895 - Nicola Angelini, politico e avvocato italiano († 1966)
- 1895 - Max Brand, calciatore svizzero († 1973)
- 1896 - Steponas Darius, aviatore e calciatore lituano († 1933)
- 1896 - Konstantin Konstantinovič Judin, regista cinematografico sovietico († 1957)
- 1896 - Marie Prevost, attrice canadese († 1937)
- 1896 - Léon Vandermeiren, calciatore belga († 1955)
- 1896 - Jaromír Weinberger, compositore cecoslovacco († 1967)
- 1897 - Agostinho Sampaio de Sá, pallanuotista brasiliano († 1960)
- 1897 - Dennis Wheatley, scrittore inglese († 1977)
- 1898 - Gino Avena, ingegnere e architetto italiano († 1980)
- 1898 - Corrado Pavolini, regista, drammaturgo e critico letterario italiano († 1980)
- 1898 - Vittorio Giovanni Rossi, giornalista e scrittore italiano († 1978)
- 1898 - Alexandru Săvulescu, allenatore di calcio rumeno († 1961)
- 1899 - Solomon Bandaranaike, politico singalese († 1959)
- 1899 - Agostino Ciarpaglini, militare italiano († 1935)
- 1899 - Nino Medioli, imprenditore italiano († 1960)
- 1899 - Thomas Richards, montatore statunitense († 1946)
- 1899 - Mabel Strickland, editrice e politica maltese († 1988)
- 1900 - Dorothy Adams, attrice statunitense († 1988)
- 1900 - Jacob Berner, calciatore norvegese († 1941)
- 1900 - François de Menthon, giurista e politico francese († 1984)
- 1900 - Gaetano Trombatore, critico letterario italiano († 1994)

## XX secolo(935)
- 1901 - Antonio Bareggi, politico italiano († 1950)
- 1901 - Robert Sherbrooke, ammiraglio britannico († 1972)
- 1901 - Joe Sullivan, hockeista su ghiaccio canadese († 1988)
- 1902 - Franziska Boas, ballerina statunitense († 1988)
- 1902 - Hugh O'Neill Hencken, archeologo statunitense († 1981)
- 1902 - Gret Palucca, ballerina e insegnante tedesca († 1993)
- 1902 - Tubby Raskin, cestista e allenatore di pallacanestro statunitense († 1981)
- 1902 - Carl Rogers, psicologo statunitense († 1987)
- 1903 - Saverio Giulini, arbitro di calcio italiano († 1980)
- 1903 - David J. Impastato, neurologo e psichiatra italiano († 1986)
- 1903 - Giuseppe Latorre, partigiano e politico italiano († 1952)
- 1903 - Gene Roth, attore statunitense († 1976)
- 1903 - Robert D. Webb, regista statunitense († 1990)
- 1904 - Peter Arno, illustratore statunitense († 1968)
- 1904 - Karl Brandt, medico, generale e criminale di guerra tedesco († 1948)
- 1904 - Gösta Persson, nuotatore e pallanuotista svedese († 1991)
- 1904 - Tampa Red, cantante e musicista statunitense († 1981)
- 1904 - Piero Sanpaolesi, architetto, storico dell'architettura e restauratore italiano († 1980)
- 1905 - Clarice Benini, scacchista italiana († 1976)
- 1905 - Carl Gustav Hempel, matematico, informatico e filosofo tedesco († 1997)
- 1905 - Martin Kohlroser, generale tedesco († 1967)
- 1905 - Fabrizio Sarazani, scrittore, drammaturgo e giornalista italiano († 1987)
- 1905 - Giacinto Scelsi, compositore italiano († 1988)
- 1905 - Gaetano Zappalà, medico e chirurgo italiano († 1992)
- 1906 - Maria Emma Alaimo, bibliotecaria e saggista italiana († 1997)
- 1906 - Serge Poliakoff, pittore russo († 1969)
- 1906 - Arturo Policaro, calciatore italiano († 1975)
- 1907 - Jean Hyppolite, filosofo francese († 1968)
- 1907 - Amedeo Luccichenti, architetto italiano († 1963)
- 1908 - William Hartnell, attore britannico († 1975)
- 1908 - Erich Kauer, calciatore tedesco († 1989)
- 1908 - Evfrosinija Antonovna Kersnovskaja, scrittrice russa († 1994)
- 1908 - Nicola Ugo Stame, partigiano e tenore italiano († 1944)
- 1908 - Pál Titkos, calciatore e allenatore di calcio ungherese († 1988)
- 1909 - Willy Millowitsch, attore, regista e cantante tedesco († 1999)
- 1909 - Camillo Pasquali, politico italiano († 1956)
- 1910 - Georgij Semënovič Abašvili, ammiraglio sovietico († 1982)
- 1910 - Josef Adelbrecht, calciatore e militare austriaco († 1941)
- 1910 - Richard Cromwell, attore statunitense († 1960)
- 1910 - Giocondo Pillonetto, poeta italiano († 1981)
- 1910 - Galina Sergeevna Ulanova, danzatrice sovietica († 1998)
- 1911 - Simone Gatto, politico italiano († 1976)
- 1911 - Butterfly McQueen, attrice statunitense († 1995)
- 1911 - Arnaldo Morano, liutaio italiano († 2007)
- 1911 - Andrej Očenáš, compositore slovacco († 1995)
- 1912 - Paolo Biscaretti di Ruffia, costituzionalista italiano († 1996)
- 1912 - Heinz Dörmer, tedesco († 1998)
- 1912 - Walter Fantini, ciclista su strada italiano († 1997)
- 1912 - José Ferrer, attore e regista portoricano († 1992)
- 1912 - Susumu Fujita, attore giapponese († 1991)
- 1912 - Joseph N. Gallo, mafioso statunitense († 1995)
- 1912 - Tadashi Imai, regista giapponese († 1991)
- 1912 - Vincenzo Nestler, scacchista italiano († 1988)
- 1912 - Kamal Riad Nosseir, cestista egiziano
- 1913 - Lionel Emmett, hockeista su prato indiano († 1996)
- 1913 - Cvijetin Mijatović, politico jugoslavo († 1993)
- 1913 - Masao Miyamoto, esperantista giapponese († 1989)
- 1914 - Benvenuto Lobina, poeta e scrittore italiano († 1993)
- 1914 - Paolo Marletta, scrittore e critico letterario italiano († 2010)
- 1914 - Herman Pilnik, scacchista tedesco († 1981)
- 1914 - Jacques Spagnoli, calciatore svizzero († 2002)
- 1915 - Salvatore Delogu, vescovo cattolico italiano († 2001)
- 1915 - Giovanni Durando, giurista e giornalista italiano († 2000)
- 1915 - Giovanni Melodia, italiano († 2003)
- 1915 - Luciano Peretti, calciatore italiano
- 1915 - Luigi Poet, calciatore e politico italiano († 1984)
- 1916 - Paolo Musolino, scacchista italiano († 1988)
- 1917 - George Elmer Forsythe, informatico e matematico statunitense († 1972)
- 1917 - Gerardo Mello Mourao, scrittore, politico e giornalista brasiliano († 2007)
- 1917 - János Szabó, cestista e allenatore di pallacanestro ungherese († 1986)
- 1917 - Peter Matthew Hillsman Taylor, scrittore statunitense († 1994)
- 1918 - Sepp Bradl, saltatore con gli sci austriaco († 1982)
- 1918 - Hovhannes Zardaryan, artista armeno († 1992)
- 1919 - Ed Moeller, cestista statunitense († 2018)
- 1919 - Madge Ryan, attrice australiana († 1994)
- 1919 - Edvīns Vijups, calciatore lettone († 1984)
- 1919 - Norberto Yácono, calciatore argentino († 1985)
- 1920 - Richard Benedict, attore e regista statunitense († 1984)
- 1920 - Dino Caponi, pittore italiano († 2000)
- 1920 - Elisabeth Fraser, attrice statunitense († 2005)
- 1920 - Pietro Germano, politico e partigiano italiano († 1982)
- 1920 - Jack Günthard, ginnasta e allenatore di ginnastica svizzero († 2016)
- 1920 - Osamu Hayaishi, biologo giapponese († 2015)
- 1920 - Carol Lambrino, rumeno († 2006)
- 1920 - Laura Redi, attrice italiana († 2002)
- 1920 - Romolo Sforza, calciatore italiano († 1987)
- 1920 - Abbey Simon, pianista statunitense († 2019)
- 1920 - Elvi Svendsen, nuotatrice danese († 2013)
- 1921 - Piero Carminati, militare italiano († 2015)
- 1921 - Oscar Messora, calciatore italiano
- 1921 - Vincenzo Perruchon, fondista italiano († 2005)
- 1921 - Leonardo Sciascia, scrittore, giornalista e saggista italiano († 1989)
- 1922 - Bill Closs, cestista e allenatore di pallacanestro statunitense († 2011)
- 1922 - Artemio Franchi, dirigente sportivo italiano († 1983)
- 1922 - Lorenzo Quaglietti, critico cinematografico e saggista italiano († 1989)
- 1923 - Bryce DeWitt, fisico statunitense († 2004)
- 1923 - Ivo Michiels, scrittore e giornalista belga († 2012)
- 1923 - Kurt Salterberg, militare tedesco († 2023)
- 1923 - Vasilije Stojković, cestista, giornalista e dirigente sportivo jugoslavo († 2008)
- 1923 - Larry Storch, attore e doppiatore statunitense († 2022)
- 1923 - Giorgio Tozzi, basso statunitense († 2011)
- 1923 - Joseph Weizenbaum, informatico tedesco († 2008)
- 1924 - Hook Dillon, cestista statunitense († 2004)
- 1924 - Giuseppe Fanin, sindacalista italiano († 1948)
- 1924 - Marcello Fondato, regista, sceneggiatore e direttore artistico italiano († 2008)
- 1924 - Kim Dae-jung, politico sudcoreano († 2009)
- 1924 - Benjamin Lees, compositore statunitense († 2010)
- 1924 - Giulio Alfredo Maccacaro, medico, biologo e partigiano italiano († 1977)
- 1924 - Ron Moody, attore britannico († 2015)
- 1924 - Emma Morosini, scrittrice italiana († 2020)
- 1924 - Agostino Piol, militare e partigiano italiano († 1944)
- 1924 - Richard Rubenstein, filosofo, teologo e rabbino statunitense († 2021)
- 1924 - Karl Schleinzer, politico austriaco († 1975)
- 1924 - Robert Starer, compositore, pianista e docente austriaco († 2001)
- 1925 - Rossana Banti, partigiana italiana († 2021)
- 1925 - Giuseppe Brancale, scrittore italiano († 1979)
- 1925 - Gianni Dova, pittore italiano († 1991)
- 1925 - Helmuth Hübener, tedesco († 1942)
- 1925 - Francesco Parenti, psichiatra italiano († 1990)
- 1925 - Bernardo Ruiz, ciclista su strada e dirigente sportivo spagnolo († 2025)
- 1926 - Vincenzo Liborio Calia, imprenditore italiano († 1998)
- 1926 - Alfonso Maria Di Nola, antropologo e storico delle religioni italiano († 1997)
- 1926 - Norman Geschwind, neurologo statunitense († 1984)
- 1926 - Evelyn Lear, soprano statunitense († 2012)
- 1926 - Giovanni Marino, politico e avvocato italiano († 2017)
- 1926 - Kerwin Mathews, attore statunitense († 2007)
- 1926 - Hanae Mori, stilista giapponese († 2022)
- 1926 - Renato Sellani, pianista italiano († 2014)
- 1927 - Franco De Gregori, calciatore italiano († 1951)
- 1927 - George Taliaferro, giocatore di football americano statunitense († 2018)
- 1927 - Charles Tomlinson, poeta e traduttore inglese († 2015)
- 1927 - Virginia Norwood, ingegnere aerospaziale e fisica statunitense († 2023)
- 1927 - Mario Zanasi, baritono italiano († 2000)
- 1927 - Francisc Șimon, pallanuotista rumeno († 2005)
- 1928 - Felice Andreasi, attore e cabarettista italiano († 2005)
- 1928 - Bab Christensen, attrice teatrale e attrice cinematografica norvegese († 2017)
- 1928 - Slade Gorton, politico statunitense († 2020)
- 1928 - Chaim Kanievsky, rabbino, teologo e educatore israeliano († 2022)
- 1928 - Gaston Miron, poeta, scrittore e editore canadese († 1996)
- 1928 - Luther Perkins, chitarrista statunitense († 1968)
- 1928 - Osvaldo Ruggieri, attore e doppiatore italiano († 2020)
- 1928 - Pio Scilligo, presbitero, psicologo e psicoterapeuta italiano († 2009)
- 1928 - Luciano Testa, calciatore italiano († 2007)
- 1928 - Ilaria Toesca, storica dell'arte e funzionaria italiana († 2014)
- 1929 - Becky Behar, saggista e superstite dell'Olocausto turca († 2009)
- 1929 - Saeed Jaffrey, attore indiano († 2015)
- 1929 - Domenico Marrara, carabiniere italiano († 1979)
- 1929 - Wolfgang Peters, calciatore tedesco († 2003)
- 1929 - Johan Van Den Steen, pallanuotista belga († 1996)
- 1930 - Robert Fernandez Diaz, greco († 1943)
- 1930 - Luciano Montero Rechou, ciclista su strada spagnolo († 2012)
- 1930 - Éva Novák, nuotatrice ungherese († 2005)
- 1930 - Antonio Pellis, calciatore italiano († 2003)
- 1930 - Angelo Ventura, storico italiano († 2016)
- 1930 - Doreen Wilber, arciera statunitense († 2008)
- 1931 - Giancarlo Capucci, calciatore e allenatore di calcio italiano († 2019)
- 1931 - Bill Graham, tedesco († 1991)
- 1931 - François Xavier Nguyễn Văn Sang, vescovo cattolico vietnamita († 2017)
- 1931 - Marcello Personeni, calciatore italiano († 1961)
- 1931 - Sebastiano Romeo, mafioso italiano († 1998)
- 1932 - David Júlio, ex calciatore portoghese
- 1932 - Heinz Kördell, calciatore tedesco († 2020)
- 1933 - Floriano Bodini, scultore, incisore e medaglista italiano († 2005)
- 1933 - Leo Honkala, lottatore finlandese († 2015)
- 1933 - Bill Johnson, cestista statunitense († 2011)
- 1933 - Michail Kulakov, pittore russo († 2015)
- 1933 - Juan Marsé, scrittore spagnolo († 2020)
- 1933 - Mariam Fakhr Eddine, attrice egiziana († 2014)
- 1933 - Straub e Huillet, regista e sceneggiatore francese († 2022)
- 1933 - Z'ev ben Shimon Halevi, scrittore e insegnante britannico († 2020)
- 1934 - Cesare Allegri, politico italiano († 2020)
- 1934 - Jacques Anquetil, ciclista su strada e pistard francese († 1987)
- 1934 - Jeff Butler, allenatore di calcio inglese († 2017)
- 1934 - Piet Dankert, politico olandese († 2003)
- 1934 - Jean-Pierre Gourmelen, fumettista francese
- 1934 - Roy Kinnear, attore britannico († 1988)
- 1934 - Kálmán Merényi, cestista ungherese († 2019)
- 1934 - Georg Riedel, musicista e compositore svedese († 2024)
- 1934 - Alexandra Ripley, scrittrice statunitense († 2004)
- 1934 - Faye Wilson, ex cestista statunitense
- 1935 - Reno Bertoia, giocatore di baseball italiano († 2011)
- 1935 - Dharmendra, attore e politico indiano
- 1935 - Giulio Giunta, pentatleta italiano († 2010)
- 1935 - Robert Littell, scrittore e giornalista statunitense
- 1935 - Louis Polonia, calciatore francese († 2005)
- 1935 - Elvis Presley, cantante e attore statunitense († 1977)
- 1935 - Vittorio Sbardella, politico italiano († 1994)
- 1936 - Yaqob Beyene, orientalista etiope († 2025)
- 1936 - Maurizio Calvi, politico italiano
- 1936 - Massimo De Francovich, attore italiano
- 1936 - Vittorio Dimastrogiovanni, pittore e scultore italiano († 2020)
- 1936 - Dennis Gillespie, calciatore scozzese († 2001)
- 1936 - Armand Mattelart, sociologo belga
- 1936 - Ron McKinven, calciatore scozzese († 2022)
- 1937 - Shirley Bassey, cantante britannica
- 1937 - Viktor Michajlovič Georgiev, regista sovietico († 2010)
- 1937 - Janice Knowlton, cantante, ballerina e scrittrice statunitense († 2004)
- 1937 - Peter Whitehead, regista britannico († 2019)
- 1938 - Federico Boido, attore e artista italiano († 2014)
- 1938 - Antonio Colonnello, attore teatrale e doppiatore italiano († 2005)
- 1938 - Mimmo Dabbrescia, fotoreporter e fotografo italiano
- 1938 - Bobby Ferguson, calciatore e allenatore di calcio inglese († 2018)
- 1938 - Albert Hauf, filologo, critico letterario e traduttore spagnolo
- 1938 - David Kaminsky, ex cestista e allenatore di pallacanestro israeliano
- 1938 - Evgenij Evgen'evič Nesterenko, basso russo († 2021)
- 1939 - Eugenio Antonio Benni, fumettista italiano († 2009)
- 1939 - Kurt Birkle, astronomo tedesco († 2010)
- 1939 - Antonio Brandoli, altista e allenatore di atletica leggera italiano († 2022)
- 1939 - Kazimierz Frąckiewicz, ex calciatore e allenatore di calcio polacco
- 1939 - Carolina Herrera, stilista venezuelana
- 1939 - Helena Jošková, cestista cecoslovacca († 2018)
- 1939 - Nanda, attrice indiana († 2015)
- 1939 - Luciano Pagliaro, magistrato e giudice italiano († 2021)
- 1939 - Yvon Quédec, ex calciatore francese
- 1939 - Hannu Rantakari, ginnasta finlandese († 2018)
- 1939 - Bob Talamini, giocatore di football americano statunitense († 2022)
- 1940 - Massimo Begnis, ex siepista italiano
- 1940 - Gianni Di Marzio, allenatore di calcio, dirigente sportivo e commentatore televisivo italiano († 2022)
- 1940 - Cristy Lane, cantante statunitense
- 1940 - Antonio Lorusso, politico italiano
- 1941 - Severino Andreoli, ex ciclista su strada italiano
- 1941 - Katalin Boros, ex nuotatrice ungherese
- 1941 - Paolo Carosone, pittore, scultore e incisore italiano
- 1941 - Graham Chapman, comico, attore e scrittore britannico († 1989)
- 1941 - Boris Vallejo, illustratore e pittore peruviano
- 1942 - Teo Cruz, cestista portoricano († 2005)
- 1942 - Robin Ellis, attore britannico
- 1942 - Giovanni Finazzo, poliziotto, funzionario e prefetto italiano († 2019)
- 1942 - Stephen Hawking, cosmologo, fisico e astrofisico britannico († 2018)
- 1942 - Zoran Janković, pallanuotista jugoslavo († 2002)
- 1942 - Haruki Kadokawa, produttore cinematografico, regista e sceneggiatore giapponese
- 1942 - Jun'ichirō Koizumi, politico giapponese
- 1942 - Angel Marin, militare e politico bulgaro († 2024)
- 1942 - Yvette Mimieux, attrice statunitense († 2022)
- 1942 - Monique Ohsan Bellepeau, politica mauriziana
- 1942 - Valter Scavolini, imprenditore italiano
- 1942 - Bob Taft, politico statunitense
- 1942 - Vjačeslav Dmitrievič Zudov, cosmonauta sovietico († 2024)
- 1943 - Alicia Brandet, attrice statunitense († 1984)
- 1943 - Jacques Courtillat, ex schermidore francese
- 1943 - Stefan Filipov, ex cestista bulgaro
- 1943 - Lee Jackson, musicista, cantante e produttore discografico britannico
- 1943 - Charles Murray, politologo statunitense
- 1943 - Vittorangelo Orati, economista italiano († 2019)
- 1943 - Stefano Pareti, politico italiano
- 1943 - Piero Pintucci, compositore, direttore d'orchestra e pianista italiano
- 1944 - Terry Brooks, scrittore statunitense
- 1944 - Luigino Busatto, politico italiano
- 1944 - Piergiuseppe D'Andreamatteo, politico e sindacalista italiano († 2017)
- 1944 - Angela Ramello, mezzofondista italiana († 2004)
- 1945 - Phil Beal, ex calciatore inglese
- 1945 - Elviro Blanc, ex fondista italiano
- 1945 - Ivano Bosdaves, calciatore italiano († 2024)
- 1945 - Rodney Johnson, calciatore inglese († 2019)
- 1945 - Sergio Nicolai, attore italiano
- 1945 - Kadir Topbaş, politico, architetto e funzionario turco († 2021)
- 1945 - Olga Đoković, ex cestista jugoslava
- 1946 - Juan Antonio Deusto, calciatore spagnolo († 2011)
- 1946 - Giuseppe Di Benedetto, cardiochirurgo italiano
- 1946 - Rubén Oswaldo Díaz, calciatore e allenatore di calcio argentino († 2018)
- 1946 - Miguel Ángel Félix Gallardo, criminale messicano
- 1946 - Norman Garwood, scenografo britannico († 2019)
- 1946 - Elaine Cheris, ex schermitrice statunitense
- 1946 - Robby Krieger, chitarrista statunitense
- 1946 - Fritz Künzli, calciatore svizzero († 2019)
- 1947 - Magui Bétemps, cantautrice italiana († 2005)
- 1947 - David Bowie, cantautore, polistrumentista e attore britannico († 2016)
- 1947 - Willy De Geest, ex ciclista su strada, ciclocrossista e pistard belga
- 1947 - Giorgio Girol, calciatore italiano († 2006)
- 1947 - Antti Kalliomäki, ex astista e ex politico finlandese
- 1947 - Ted MacDougall, ex calciatore scozzese
- 1947 - Samuel Schmid, politico svizzero
- 1947 - Mauro Sentinelli, ingegnere e dirigente d'azienda italiano († 2020)
- 1947 - Laurie Walters, attrice statunitense
- 1947 - Luke Williams, ex wrestler neozelandese
- 1948 - Nedžad Hasanbegović, calciatore jugoslavo († 2023)
- 1948 - Greg Howard, ex cestista statunitense
- 1948 - Lorenzo Infantino, filosofo e sociologo italiano († 2025)
- 1948 - Jerzy Kaczmarek, ex schermidore polacco
- 1948 - Gillies MacKinnon, regista e sceneggiatore scozzese
- 1948 - Norman Piper, ex calciatore inglese
- 1948 - Joe Reed, ex giocatore di football americano statunitense
- 1948 - Eladio Reyes, ex calciatore peruviano
- 1949 - Alessandro Abbondanza, allenatore di calcio e ex calciatore italiano
- 1949 - Shadia Abu Ghazaleh, attivista e politica palestinese († 1968)
- 1949 - Antonio Bido, regista e sceneggiatore italiano
- 1949 - Tony Damascelli, giornalista italiano
- 1949 - Mireille Domenech-Diana, politica francese
- 1949 - Eva Longo, politica italiana
- 1949 - Steve Peplow, calciatore inglese († 2021)
- 1949 - John Podesta, giurista e politico statunitense
- 1949 - Anne Schedeen, attrice statunitense
- 1949 - Arduino Sigarini, ex calciatore italiano
- 1950 - Rubén Ayala, allenatore di calcio e ex calciatore argentino
- 1950 - Martha Gustafson, atleta paralimpica, nuotatrice e tennistavolista messicana
- 1950 - Jos Hermens, ex mezzofondista olandese
- 1950 - Gordon Hindson, ex calciatore inglese
- 1950 - Jo Yeong-ja, ex cestista sudcoreana
- 1951 - Kenny Anthony, politico santaluciano
- 1951 - Don Campbell, ballerino e coreografo statunitense († 2020)
- 1951 - Liliana Ginanneschi, regista e sceneggiatrice italiana
- 1951 - John McTiernan, regista e produttore cinematografico statunitense
- 1951 - Franz Pachl, compositore di scacchi tedesco
- 1951 - Claudio Rocchi, cantautore, bassista e conduttore radiofonico italiano († 2013)
- 1951 - Orano Rolfo, ex calciatore italiano
- 1951 - Karen Tei Yamashita, scrittrice e drammaturga statunitense
- 1952 - Enzo Carella, cantautore italiano († 2017)
- 1952 - Angelo Del Favero, calciatore italiano († 2001)
- 1952 - Erico Santos, pittore, disegnatore e scultore brasiliano
- 1952 - Mel Reynolds, politico statunitense
- 1952 - Rafael Rullán, cestista spagnolo († 2025)
- 1952 - Miloslav Sochor, ex sciatore alpino ceco
- 1952 - Sergio Vriz, ex calciatore italiano
- 1953 - Damián Alcázar, attore messicano
- 1953 - Peter J. Carroll, esoterista e scrittore britannico
- 1953 - Glenn Cooper, scrittore, sceneggiatore e produttore cinematografico statunitense
- 1953 - Giampaolo Fogliardi, politico italiano
- 1953 - Adrian Fulford, magistrato britannico
- 1953 - Dominique Gaumont, chitarrista francese († 1983)
- 1953 - Zdenko Iskra, ex calciatore jugoslavo
- 1953 - Hugh McAuley, ex calciatore inglese
- 1953 - Roberto Mouzo, ex calciatore argentino
- 1954 - Alessandro Bencivenni, sceneggiatore e saggista italiano
- 1954 - Paolo Beni, politico italiano
- 1954 - Massimo Matteoni, dirigente sportivo e pilota motociclistico italiano
- 1954 - Isidore Mvouba, ingegnere e politico della Repubblica del Congo
- 1954 - Vladimir Osokin, ex pistard russo
- 1954 - Eugenio Scarpellini, vescovo cattolico italiano († 2020)
- 1954 - Evelyn Stolze, ex nuotatrice tedesca orientale
- 1954 - Luigi Ungaro, ex cestista e allenatore di pallacanestro italiano
- 1954 - Ivana Vaccari, giornalista e telecronista sportiva italiana
- 1955 - Karl-Heinz Bußert, ex canottiere tedesco
- 1955 - Brian Joseph Dunn, arcivescovo cattolico canadese
- 1955 - Patrick Friou, ciclista su strada francese
- 1955 - Thomas G. Waites, attore statunitense
- 1955 - Pedro Gamarro, pugile venezuelano († 2019)
- 1955 - Charles Gordon-Lennox, XI duca di Richmond, nobile britannico
- 1955 - Carlo Grippo, ex mezzofondista italiano
- 1955 - Harriet Sansom Harris, attrice statunitense
- 1955 - Spyros Livathīnos, allenatore di calcio e ex calciatore greco
- 1955 - Frank Nendels, attore e cantante olandese
- 1955 - Cesare Pancotto, allenatore di pallacanestro italiano
- 1955 - Sam Smith, ex cestista statunitense
- 1956 - Francesco Arena, ex arbitro di calcio italiano
- 1956 - Floriana Casellato, politica italiana
- 1956 - Rudy Chiappini, critico d'arte e storico dell'arte italiano
- 1956 - Michele Di Francesco, filosofo italiano
- 1956 - Stefan Eck, politico tedesco
- 1956 - Milorad Krivokapić, ex pallanuotista jugoslavo
- 1957 - Miquel Barceló, pittore spagnolo
- 1957 - Liborio Bellomo, mafioso statunitense
- 1957 - Dwight Clark, giocatore di football americano statunitense († 2018)
- 1957 - Nacho Duato, danzatore e coreografo spagnolo
- 1957 - Graziano Galoforo, doppiatore, direttore del doppiaggio e dialoghista italiano
- 1957 - Cedrick Hordges, cestista statunitense († 2024)
- 1957 - Ron Cephas Jones, attore statunitense († 2023)
- 1957 - David Lang, compositore statunitense
- 1957 - Rosaly Lopes, geologa e vulcanologa brasiliana
- 1957 - Fabio McNamara, artista, attore e musicista spagnolo
- 1957 - Calvin Natt, ex cestista statunitense
- 1957 - Julio César Ribas, allenatore di calcio e ex calciatore uruguaiano
- 1958 - Laura Cantini, politica italiana
- 1958 - Duilio Cruciani, attore italiano († 1984)
- 1958 - Betsy DeVos, politica e attivista statunitense
- 1958 - Anita Dunn, politica e funzionaria statunitense
- 1958 - Giovanni Moro, ex ciclista su strada italiano
- 1958 - Rey Misterio senior, wrestler messicano († 2024)
- 1958 - Giuseppe Schillaci, vescovo cattolico italiano
- 1958 - Ignacio Solozábal, ex cestista spagnolo
- 1958 - Roman Wójcicki, ex calciatore polacco
- 1959 - Gary Abraham, ex nuotatore britannico
- 1959 - Alfred Groyer, ex saltatore con gli sci austriaco
- 1959 - Mark Herrmann, ex giocatore di football americano statunitense
- 1959 - Natalio Mangalavite, pianista, arrangiatore e compositore argentino
- 1959 - Kevin McKenna, ex cestista e allenatore di pallacanestro statunitense
- 1959 - Josef Reiter, ex judoka austriaco
- 1959 - Ulf Schirmer, direttore d'orchestra e produttore teatrale tedesco
- 1959 - Vittorio Setti, ex ciclista su strada italiano
- 1959 - Michel-Marie Zanotti-Sorkine, presbitero, scrittore e cantautore francese
- 1960 - Fernando Astengo, ex calciatore cileno
- 1960 - Fulvio Bonomi, allenatore di calcio e calciatore italiano
- 1960 - Paul MacDonald, ex canoista neozelandese
- 1960 - John Richmond, stilista britannico
- 1960 - Dave Weckl, batterista statunitense
- 1961 - Keith Arkell, scacchista britannico
- 1961 - Klaus Gattermann, ex sciatore alpino tedesco
- 1961 - Javier Imbroda, allenatore di pallacanestro e politico spagnolo († 2022)
- 1961 - Viktor Mychajlovyč Kuznecov, allenatore di calcio e ex calciatore ucraino
- 1961 - Paolo Massobrio, giornalista, scrittore e gastronomo italiano
- 1961 - Calvin Smith, ex velocista statunitense
- 1961 - Granville Waiters, cestista statunitense († 2021)
- 1962 - Freddy Clavijo, ex calciatore uruguaiano
- 1962 - Víctor Rabuñal, ex calciatore uruguaiano
- 1962 - Bruce Thurlow, ex giocatore di calcio a 5 australiano
- 1963 - Garth Butcher, ex hockeista su ghiaccio canadese
- 1963 - Edwin Camilleri, ex calciatore maltese
- 1963 - Daniele Fortunato, allenatore di calcio e ex calciatore italiano
- 1963 - Dmitrij Galjamin, allenatore di calcio e ex calciatore russo
- 1963 - Jean-Michel Matz, storico francese († 2020)
- 1963 - Marcelo Signorelli, allenatore di pallacanestro e ex cestista uruguaiano
- 1964 - José Luis Carranza, ex calciatore peruviano
- 1964 - Marc Quinn, artista britannico
- 1964 - Ron Sexsmith, cantautore canadese
- 1964 - Leigh-Anne Thompson, ex tennista statunitense
- 1965 - Jennifer Abbott, regista, sceneggiatore e produttore cinematografico canadese
- 1965 - Ahn Jae-hyung, ex tennistavolista sudcoreano
- 1965 - Alessandro Angeli, cestista italiano
- 1965 - John Catliff, ex calciatore canadese
- 1965 - Martin Crepaz, ex hockeista su ghiaccio italiano
- 1965 - Michelle Forbes, attrice statunitense
- 1965 - Taoufik Hichri, ex calciatore tunisino
- 1965 - Pascal Obispo, cantautore francese
- 1965 - Andrej Šuvalov, ex schermidore sovietico
- 1965 - Diego Vaschetto, geologo e scrittore italiano
- 1965 - Eric Wohlberg, dirigente sportivo e ex ciclista su strada canadese
- 1966 - Rod Barnes, ex cestista e allenatore di pallacanestro statunitense
- 1966 - Trude Dybendahl, fondista norvegese († 2024)
- 1966 - Ariadne Hernández, atleta paralimpica messicana
- 1966 - Romana Jordan Cizelj, politica e fisica slovena
- 1966 - Roger Ljung, procuratore sportivo e ex calciatore svedese
- 1966 - Maria Pitillo, attrice statunitense
- 1966 - Igor Primc, ex discobolo sloveno
- 1966 - Petko Valov, vescovo cattolico bulgaro
- 1966 - Emanuel Viveiros, ex hockeista su ghiaccio canadese
- 1966 - Andrew Wood, cantante e bassista statunitense († 1990)
- 1966 - Samir Zulič, ex calciatore sloveno
- 1966 - Ol'ga Šunejkina, ex cestista e allenatrice di pallacanestro russa
- 1967 - Willie Anderson, ex cestista statunitense
- 1967 - Birgit Aschmann, storica tedesca
- 1967 - Hollis Conway, ex altista statunitense
- 1967 - Carlotta Cristiani, montatrice italiana
- 1967 - Guilherme Fontes, attore brasiliano
- 1967 - Małgorzata Foremniak, attrice, personaggio televisivo e doppiatrice polacca
- 1967 - R. Kelly, cantautore, produttore discografico e criminale statunitense
- 1967 - Todd Lichti, ex cestista statunitense
- 1967 - Gianmatteo Mareggini, allenatore di calcio e ex calciatore italiano
- 1967 - Pietro Taucher, pianista italiano
- 1968 - Roberto Cassio, ex nuotatore italiano
- 1968 - Giovanni De Benedictis, ex marciatore italiano
- 1968 - Paul Howe, ex nuotatore britannico
- 1968 - Bull Nakano, ex wrestler giapponese
- 1968 - DJ Gruff, rapper, disc jockey e beatmaker italiano
- 1968 - Catalina Saavedra, attrice cilena
- 1968 - Francis Severeyns, ex calciatore belga
- 1969 - Jeff Abercrombie, bassista statunitense
- 1969 - Mattias Alkberg, cantante svedese
- 1969 - Valentyna Cerbe-Nesina, ex biatleta ucraina
- 1969 - Carll Cneut, illustratore e scrittore belga
- 1969 - Ami Dolenz, attrice statunitense
- 1969 - José Gavica, ex calciatore ecuadoriano
- 1969 - Giōrgos Iōsīfidīs, ex calciatore cipriota
- 1969 - Juan Manzur, politico e chirurgo argentino
- 1969 - Enrico Mariotti, allenatore di hockey su pista e ex hockeista su pista italiano
- 1969 - DJ Lugi, rapper, disc jockey e beatmaker etiope
- 1969 - Paola Pezzo, ex mountain biker italiana
- 1969 - Domenica Spinelli, politica italiana
- 1969 - José Ángel Uribarrena, ex calciatore spagnolo
- 1969 - Teresa Salgueiro, cantante portoghese
- 1970 - Edoardo Bortolotti, calciatore italiano († 1995)
- 1970 - Pasquale Frisenda, fumettista italiano
- 1970 - Raúl González, ex pallamanista e allenatore di pallamano spagnolo
- 1970 - Melissa Hill, ex attrice pornografica e regista statunitense
- 1970 - Gladys Kalema-Zikusoka, biologa e veterinaria ugandese
- 1970 - Mika Lehkosuo, allenatore di calcio, dirigente sportivo e ex calciatore finlandese
- 1970 - Alessio Menconi, chitarrista italiano
- 1970 - Adam Reed, sceneggiatore, produttore televisivo e regista statunitense
- 1970 - David Self, sceneggiatore statunitense
- 1970 - Miran Srebrnič, allenatore di calcio e ex calciatore sloveno
- 1970 - Giorgio Sterchele, allenatore di calcio e ex calciatore italiano
- 1970 - Darryl Williams, ex giocatore di football americano statunitense
- 1970 - Võ Thị Ánh Xuân, politica vietnamita
- 1971 - Gabriel Cocha, ex cestista argentino
- 1971 - Jesper Jansson, dirigente sportivo e ex calciatore svedese
- 1971 - Yacouba Komara, ex calciatore ivoriano
- 1971 - Brook Lee, modella statunitense
- 1971 - Géraldine Pailhas, attrice francese
- 1971 - Massimo Romagnoli, politico italiano
- 1971 - Javier Sanguinetti, allenatore di calcio e ex calciatore argentino
- 1971 - Christoph Sieber, ex velista austriaco
- 1971 - Pascal Zuberbühler, dirigente sportivo, allenatore di calcio e ex calciatore svizzero
- 1972 - Serhij Atel'kin, calciatore ucraino († 2020)
- 1972 - Paul Clement, allenatore di calcio e ex calciatore inglese
- 1972 - Scott D'Amore, dirigente sportivo canadese
- 1972 - Dale DaBone, ex attore pornografico statunitense
- 1972 - Giuseppe Favalli, dirigente sportivo, allenatore di calcio e ex calciatore italiano
- 1972 - Hakan Keleş, allenatore di calcio e ex calciatore turco
- 1972 - Herman Medrano, rapper italiano
- 1972 - Esteban Valencia, allenatore di calcio e ex calciatore cileno
- 1973 - Vincent Da Sylva, ex cestista senegalese
- 1973 - Jarno Kultanen, dirigente sportivo, allenatore di hockey su ghiaccio e ex hockeista su ghiaccio finlandese
- 1973 - Jan Frode Nornes, allenatore di calcio e ex calciatore norvegese
- 1973 - Aymée Nuviola, cantante, pianista e compositrice cubana
- 1973 - Alberto Polacchi, skeletonista italiano
- 1973 - Irina Slavina, giornalista russa († 2020)
- 1973 - Henning Solberg, pilota di rally norvegese
- 1973 - Donnell Turner, attore statunitense
- 1974 - Kristian Bergström, ex calciatore svedese
- 1974 - Adriana Bombom, showgirl, conduttrice televisiva e attrice brasiliana
- 1974 - Manlio Castagna, scrittore, regista e sceneggiatore italiano
- 1974 - Olga Cazac, ex cestista uzbeka
- 1974 - Jürg Grünenfelder, ex sciatore alpino svizzero
- 1974 - Stany Kempompo Ngangola, ex nuotatore congolese (Repubblica Democratica del Congo)
- 1974 - Michel Martone, giurista italiano
- 1974 - Fethi Missaoui, ex pugile tunisino
- 1974 - Massimiliano Mori, ex ciclista su strada italiano
- 1974 - Francesco Nirta, mafioso italiano
- 1974 - Pieter Omtzigt, politico olandese
- 1975 - Giorgia Baratella, ex discobola italiana
- 1975 - Diego Castrillón, ex cestista uruguaiano
- 1975 - Reiko Chiba, attrice, doppiatrice e cantante giapponese
- 1975 - DJ Clue, rapper e disc jockey statunitense
- 1975 - Alessandro Davolio, ex cestista italiano
- 1975 - Olena Hrušyna, ex danzatrice su ghiaccio ucraina
- 1975 - Nelson Ingles, ex cestista argentino
- 1975 - Tift Merritt, cantautrice statunitense
- 1975 - Ylenia Scapin, ex judoka e allenatrice di judo italiana
- 1975 - Dirk Verbeuren, batterista belga
- 1976 - Raffaëla Anderson, ex attrice pornografica e scrittrice francese
- 1976 - Alexandre Dujeux, allenatore di calcio e ex calciatore francese
- 1976 - Vadim Evseev, allenatore di calcio e ex calciatore russo
- 1976 - Jenny Lewis, attrice, cantante e musicista statunitense
- 1976 - Alexandre Pires, cantante, musicista e compositore brasiliano
- 1976 - Tom Pondeljak, ex calciatore australiano
- 1976 - Bora Sancar, ex cestista turco
- 1976 - Bradley Snyder, ex pesista canadese
- 1976 - Kevin Yoder, politico statunitense
- 1977 - Manuela Arcuri, attrice, personaggio televisivo e ex modella italiana
- 1977 - Andrea Ardito, allenatore di calcio e ex calciatore italiano
- 1977 - Amber Benson, attrice, scrittrice e regista statunitense
- 1977 - Erdal Bibo, ex cestista turco
- 1977 - Francesco Coco, ex calciatore italiano
- 1977 - Torun Eriksen, cantante norvegese
- 1977 - Hannes Jochum, allenatore di calcio, dirigente sportivo e ex calciatore austriaco
- 1977 - Ruslan Kostyšyn, allenatore di calcio e ex calciatore ucraino
- 1977 - Anne-Marie LeFrançois, ex sciatrice alpina canadese
- 1977 - Yang Xia, ex sollevatrice cinese
- 1978 - Leonardo Bertagnolli, ex ciclista su strada italiano
- 1978 - Oleksandr Bilanenko, biatleta ucraino
- 1978 - Alberto Blanco, ex calciatore panamense
- 1978 - Marco Fu, giocatore di snooker hongkonghese
- 1978 - Ido Kozikaro, ex cestista e dirigente sportivo israeliano
- 1978 - Sara Kruzan, attivista statunitense
- 1978 - Heidi Kyrö, cantante finlandese
- 1978 - Hanna Marusava, arciera bielorussa
- 1978 - Park Jin-hee, attrice sudcoreana
- 1978 - Marcelo Verón, ex calciatore argentino
- 1978 - Zhang Jie, schermidore cinese
- 1979 - Shaun Berne, rugbista a 15 australiano
- 1979 - John Anders Bjørkøy, ex calciatore norvegese
- 1979 - David Civera, cantante spagnolo
- 1979 - Simon Colosimo, ex calciatore australiano
- 1979 - Przemysław Frasunkiewicz, allenatore di pallacanestro e ex cestista polacco
- 1979 - Sean Hohneck, ex rugbista a 15 neozelandese
- 1979 - Butch James, ex rugbista a 15 sudafricano
- 1979 - D.D. Lewis, ex giocatore di football americano statunitense
- 1979 - Hanna Ljungberg, ex calciatrice svedese
- 1979 - Windell Middlebrooks, attore statunitense († 2015)
- 1979 - Adrian Mutu, allenatore di calcio, dirigente sportivo e ex calciatore rumeno
- 1979 - Paula Ortiz, regista e sceneggiatrice spagnola
- 1979 - Stipe Pletikosa, ex calciatore croato
- 1979 - Sarah Polley, attrice, regista e sceneggiatrice canadese
- 1979 - Seo Ki-bok, ex calciatore sudcoreano
- 1979 - Seol Ki-hyeon, allenatore di calcio e ex calciatore sudcoreano
- 1980 - Cássio José de Abreu Oliveira, ex calciatore brasiliano
- 1980 - David Gautier, ex cestista e allenatore di pallacanestro francese
- 1980 - Hugo Grimm, attore tedesco
- 1980 - Manami Hino, bobbista giapponese
- 1980 - Aki Inoue, attrice giapponese
- 1980 - Lee Jung-soo, ex calciatore sudcoreano
- 1980 - Stefano Mauri, procuratore sportivo, opinionista e ex calciatore italiano
- 1980 - Rachel Nichols, attrice e modella statunitense
- 1980 - Gilberto Palacios, ex calciatore paraguaiano
- 1980 - Lucia Recchia, ex sciatrice alpina italiana
- 1980 - Sam Riley, attore britannico
- 1980 - Raffaele Sorrentino, giocatore di poker italiano
- 1980 - Mika Urbaniak, cantante statunitense
- 1980 - Ali İlhan, regista e sceneggiatore turco
- 1981 - Andrea Capone, calciatore italiano († 2024)
- 1981 - Chu Yung-hsu, ex cestista taiwanese
- 1981 - Johan Clarey, ex sciatore alpino francese
- 1981 - Genevieve Cortese, attrice statunitense
- 1981 - Sebastián Eguren, ex calciatore uruguaiano
- 1981 - Steven Esterkamp, ex cestista e allenatore di pallacanestro statunitense
- 1981 - Shoko Mikami, ex calciatrice giapponese
- 1981 - Riccardo Petrozzi, doppiatore italiano
- 1981 - Arianna Rusca, ginnasta italiana
- 1981 - Kristin Mürer Stemland, ex fondista norvegese
- 1981 - Daniel Strauch, ex cestista tedesco
- 1981 - Dinmuhambet Súleımenov, ex giocatore di calcio a 5 kazako
- 1981 - Želimir Terkeš, allenatore di calcio e ex calciatore bosniaco
- 1981 - Emanuel Trípodi, ex calciatore argentino
- 1981 - Jurij Vasil'ev, ex cestista russo
- 1981 - Xie Xingfang, giocatrice di badminton cinese
- 1982 - Siraj Al-Tall, ex calciatore giordano
- 1982 - Emanuele Calaiò, dirigente sportivo, allenatore di calcio e calciatore italiano
- 1982 - Gaby Hoffmann, attrice statunitense
- 1982 - Huang Sui, ex giocatrice di badminton cinese
- 1982 - Esteban Lozada, ex rugbista a 15 e dirigente d'azienda argentino
- 1982 - Mahyadi Panggabean, calciatore indonesiano
- 1982 - Cláudio Pitbull, ex calciatore brasiliano
- 1982 - Chris Snee, ex giocatore di football americano statunitense
- 1982 - Lindsay Tait, ex cestista neozelandese
- 1982 - Guzel Urazova, cantante e musicista russa
- 1982 - John Utaka, ex calciatore nigeriano
- 1983 - Miguel Aceval, ex calciatore cileno
- 1983 - Bojan Bakić, ex cestista e allenatore di pallacanestro montenegrino
- 1983 - Danijel Cesarec, ex calciatore croato
- 1983 - Chen Nan, ex cestista cinese
- 1983 - Chen Xiexia, sollevatrice cinese
- 1983 - Felipe Colombo, attore, cantante e musicista messicano
- 1983 - Jon Daly, allenatore di calcio e ex calciatore irlandese
- 1983 - Jonan García, ex calciatore spagnolo
- 1983 - Miklós Gór-Nagy, ex pallanuotista ungherese
- 1983 - Steve Gregory, ex giocatore di football americano e allenatore di football americano statunitense
- 1983 - Jamaal Levy, cestista panamense
- 1983 - Chris Masters, wrestler statunitense
- 1983 - Anders Østli, ex calciatore norvegese
- 1983 - Larry Owens, ex cestista statunitense
- 1983 - Francesco Roder, attore e regista italiano
- 1983 - Dustin Hawke Willingham, ex giocatore di football americano e allenatore di football americano statunitense
- 1984 - Hamed Al-Bulushi, calciatore omanita
- 1984 - Leandro Bonfim, ex calciatore brasiliano
- 1984 - Christoffer Dahl, giocatore di calcio a 5 e ex calciatore norvegese
- 1984 - Mahamet Diagouraga, ex calciatore francese
- 1984 - Andrés Felipe González, ex calciatore colombiano
- 1984 - Matthew Kilgallon, ex calciatore inglese
- 1984 - Boris Rieloff, calciatore cileno
- 1984 - Robert Tarr, pallavolista statunitense
- 1985 - Ademar Aparecido Xavier Júnior, ex calciatore brasiliano
- 1985 - Jorge Aguilar, ex tennista cileno
- 1985 - André Bikey, ex calciatore e allenatore di calcio camerunese
- 1985 - Chan Chin-wei, tennista taiwanese
- 1985 - Nicola Donazzan, allenatore di calcio e ex calciatore italiano
- 1985 - Benedikt Fernandez, ex calciatore tedesco
- 1985 - Hunter Freeman, ex calciatore statunitense
- 1985 - Jeremy Hammond, attivista e hacker statunitense
- 1985 - Kim Myong-gyu, calciatore nordcoreano
- 1985 - Jaroslav Kulhavý, mountain biker e ciclocrossista ceco
- 1985 - Sam Levinson, regista, sceneggiatore e attore statunitense
- 1985 - Oh Ha-na, schermitrice sudcoreana
- 1985 - Elisabeth Pähtz, scacchista tedesca
- 1985 - Julija Sedova, pallavolista russa
- 1985 - Adi Shankar, produttore cinematografico e regista statunitense
- 1985 - Paolo Simoni, cantautore e musicista italiano
- 1985 - Terrell Thomas, giocatore di football americano statunitense
- 1986 - Petter Bruer Hanssen, calciatore norvegese
- 1986 - Jorge Claros, calciatore honduregno
- 1986 - Pierre-Ludovic Duclos, ex tennista canadese
- 1986 - Emika, disc jockey e cantautrice inglese
- 1986 - Clayton Failla, calciatore maltese
- 1986 - Gastón Filgueira, ex calciatore uruguaiano
- 1986 - Jaclyn Linetsky, attrice canadese († 2003)
- 1986 - Stuart Martin, attore britannico
- 1986 - Christer Øverland, giocatore di calcio a 5 e calciatore norvegese
- 1986 - Maria Ozawa, attrice e ex attrice pornografica giapponese
- 1986 - Peng Shuai, tennista cinese
- 1986 - David Silva, ex calciatore spagnolo
- 1986 - Karanjit Singh, calciatore indiano
- 1986 - Michael Tørnes, ex calciatore danese
- 1986 - Jamie T, cantautore inglese
- 1986 - Tat'jana Vidmer, cestista russa
- 1987 - Amanda Ammann, modella svizzera
- 1987 - Monica De Gennaro, pallavolista italiana
- 1987 - Francesco Dell'Uomo, ex tuffatore italiano
- 1987 - Chris Douglas-Roberts, ex cestista statunitense
- 1987 - Cynthia Erivo, attrice, cantante e compositrice britannica
- 1987 - Saori Gotō, cantante e doppiatrice giapponese
- 1987 - Trevor Lewis, hockeista su ghiaccio statunitense
- 1987 - Alexandre Pasquier, ex sciatore alpino francese
- 1987 - Luis Carlos Ruiz, ex calciatore colombiano
- 1987 - Freddie Stroma, attore e modello britannico
- 1987 - Orlin Starokin, calciatore bulgaro
- 1987 - Raman Volkaŭ, ex calciatore bielorusso
- 1987 - Zeng Cheng, calciatore cinese
- 1987 - Sirivannavari di Thailandia, principessa thailandese
- 1988 - Joel Amoroso, calciatore argentino
- 1988 - Daniel Chávez, calciatore peruviano
- 1988 - Christophe Diedhiou, calciatore senegalese
- 1988 - Luigi Gobbi, pallanuotista italiano
- 1988 - Allison Harvard, modella statunitense
- 1988 - Vitalij Hoškoderja, calciatore ucraino
- 1988 - Katja Jazbec, ex sciatrice alpina slovena
- 1988 - Andreas Katz, fondista tedesco
- 1988 - Jirès Kembo Ekoko, ex calciatore della Repubblica Democratica del Congo
- 1988 - Dani Kiki, ex calciatore bulgaro
- 1988 - Raphaël Liégeois, astronauta belga
- 1988 - Adrián López Álvarez, allenatore di calcio e ex calciatore spagnolo
- 1988 - Michael Mancienne, ex calciatore inglese
- 1988 - Lasse Nielsen, calciatore danese
- 1988 - Jean Carlos Solórzano, calciatore costaricano
- 1988 - Alex Tyus, cestista statunitense
- 1988 - Artur Valikaev, ex calciatore russo
- 1988 - Luis Vargas Archila, calciatore venezuelano
- 1988 - Eric Vásquez, calciatore panamense
- 1988 - Mahir Yousef Bakur, calciatore qatariota
- 1989 - Marwa Amri, lottatrice tunisina
- 1989 - Jessica Beard, velocista statunitense
- 1989 - Ian Bermingham, ex calciatore irlandese
- 1989 - Daniel Björnquist, calciatore svedese
- 1989 - Oliver Bozanic, calciatore australiano
- 1989 - Danny Carvajal, calciatore costaricano
- 1989 - Josh Cooper, ex giocatore di football americano statunitense
- 1989 - Aaron Cruden, rugbista a 15 neozelandese
- 1989 - Orel Dgani, calciatore israeliano
- 1989 - Feng Renliang, calciatore cinese
- 1989 - Fabian Frei, calciatore svizzero
- 1989 - Costin Gheorghe, ex calciatore rumeno
- 1989 - Jakob Jantscher, calciatore austriaco
- 1989 - Zhang Jiawei, pugile cinese
- 1989 - Kim Ga-eun, attrice sudcoreana
- 1989 - Dominique Malonga, ex calciatore francese
- 1989 - Marcel Meisen, ex ciclocrossista e ex ciclista su strada tedesco
- 1989 - Gaia Messerklinger, attrice italiana
- 1989 - Artjoms Osipovs, ex calciatore lettone
- 1989 - Carlo Pelagatti, calciatore italiano
- 1989 - Dmitriy Reiherd, sciatore freestyle kazako
- 1989 - Michela Rodella, ex calciatrice italiana
- 1989 - Slowgold, cantante svedese
- 1989 - Karan Soni, attore statunitense
- 1989 - Non Stanford, triatleta britannica
- 1989 - Mariana Vicente, modella portoricana
- 1989 - Miho Watanabe, ex pallavolista giapponese
- 1990 - Abdulaziz Al-Gumaei, calciatore yemenita
- 1990 - Jeff Allen, giocatore di football americano statunitense
- 1990 - Jaron Brown, giocatore di football americano statunitense
- 1990 - Chou Tien-chen, giocatore di badminton taiwanese
- 1990 - Jeff Demps, velocista e giocatore di football americano statunitense
- 1990 - Abdelaye Diakité, calciatore francese
- 1990 - Juan Domínguez Lamas, ex calciatore spagnolo
- 1990 - Katie Ebzery, ex cestista australiana
- 1990 - Tommaso Goi, allenatore di hockey su ghiaccio e hockeista su ghiaccio italiano
- 1990 - Álvaro González Soberón, calciatore spagnolo
- 1990 - Trevor Guyton, giocatore di football americano statunitense
- 1990 - Jamie Hampton, ex tennista statunitense
- 1990 - Kōhei Hattanda, calciatore giapponese
- 1990 - Thomas Kral, calciatore austriaco
- 1990 - Ana Lucía Martínez, calciatrice guatemalteca
- 1990 - Ryan McGivern, calciatore nordirlandese
- 1990 - Ryan Mendes, calciatore capoverdiano
- 1990 - Jordy Murray, hockeista su ghiaccio statunitense
- 1990 - Robin Olsen, calciatore svedese
- 1990 - Sanjar Quvvatov, calciatore uzbeko
- 1990 - Diego Riolfo, ex calciatore uruguaiano
- 1990 - Arturo Rodríguez, ex calciatore messicano
- 1990 - Rafał Sarnecki, pistard polacco
- 1990 - Cara Theobold, attrice britannica
- 1990 - Fausto Tienza, calciatore spagnolo
- 1990 - Mirson Volina, calciatore albanese
- 1990 - Blair Walsh, giocatore di football americano statunitense
- 1990 - Xu Xin, tennistavolista cinese
- 1991 - Allan Marques Loureiro, calciatore brasiliano
- 1991 - Tim Björkström, calciatore svedese
- 1991 - Ángel Cayetano, calciatore uruguaiano
- 1991 - Loïc Damour, ex calciatore francese
- 1991 - Zachary Donohue, danzatore su ghiaccio statunitense
- 1991 - Jorge Enríquez, ex calciatore messicano
- 1991 - Sarah Höfflin, sciatrice freestyle svizzera
- 1991 - Stefan Johansen, ex calciatore norvegese
- 1991 - Henri Kahudi, ex cestista della Repubblica Democratica del Congo
- 1991 - Göksenin Köksal, cestista turco
- 1991 - Luvo Manyonga, lunghista sudafricano
- 1991 - Camilo Mayada, calciatore uruguaiano
- 1991 - Jacob Mellis, ex calciatore inglese
- 1991 - Riccardo Moraschini, cestista italiano
- 1991 - Sean Morrison, calciatore inglese
- 1991 - Marvin Pourié, calciatore tedesco
- 1991 - Josh Robinson, giocatore di football americano statunitense
- 1991 - Lukas Rupp, calciatore tedesco
- 1991 - Stefan Savić, calciatore montenegrino
- 1991 - Greg Smith, cestista statunitense
- 1991 - Ilisoni Tuinawaivuvu, calciatore figiano
- 1991 - Paul Were, calciatore keniota
- 1991 - Taylor Worth, arciere australiano
- 1991 - Mahmoud Za'tara, calciatore giordano
- 1991 - Nicolas de Préville, calciatore francese
- 1992 - Tadhg Beirne, rugbista a 15 irlandese
- 1992 - Dali Benssalah, attore francese
- 1992 - Patrik Carlgren, calciatore svedese
- 1992 - Lindsey Coffey, modella statunitense
- 1992 - Shavon Coleman, cestista statunitense
- 1992 - Stefanie Dolson, cestista statunitense
- 1992 - Nathalie Eklund, ex sciatrice alpina svedese
- 1992 - Fernando Fabián Fernández, calciatore paraguaiano
- 1992 - Gaia Gorini, cestista italiana
- 1992 - Vojtěch Hadaščok, calciatore ceco
- 1992 - Tenketsu Harimoto, cestista cinese
- 1992 - Kevin McDowell, triatleta statunitense
- 1992 - Kenny McLean, calciatore scozzese
- 1992 - Justin Murisier, sciatore alpino svizzero
- 1992 - Yrondu Musavu-King, ex calciatore gabonese
- 1992 - Koke, calciatore spagnolo
- 1992 - Paulo André Rodrigues de Oliveira, calciatore portoghese
- 1992 - Evgenij Šalunov, ex ciclista su strada russo
- 1992 - Elena Soboleva, fondista russa
- 1992 - Chiara Valzolgher, calciatrice italiana
- 1992 - Apostolos Vellios, calciatore greco
- 1992 - Andrea Venzon, politico italiano
- 1992 - Shahdon Winchester, calciatore trinidadiano († 2019)
- 1993 - Florian Ballas, calciatore tedesco
- 1993 - Nigel Bertrams, ex calciatore olandese
- 1993 - Skylar Brandt, danzatrice statunitense
- 1993 - Isaiah Crowell, giocatore di football americano statunitense
- 1993 - Shannon Dugan, pallavolista statunitense
- 1993 - Anni Espar, pallanuotista spagnola
- 1993 - Fernando Andrade dos Santos, calciatore brasiliano
- 1993 - Giovanni Galbieri, velocista italiano
- 1993 - Brooke Greenberg, statunitense († 2013)
- 1993 - Randell Harrevelt, calciatore olandese
- 1993 - William Karlsson, hockeista su ghiaccio svedese
- 1993 - Nutthasit Kotimanuswanich, attore thailandese
- 1993 - Hannah O'Neill, ballerina neozelandese
- 1993 - Rafael Rizzi, giocatore di calcio a 5 brasiliano
- 1993 - Igor Sartori, calciatore brasiliano
- 1993 - Shi Ke, calciatore cinese
- 1993 - Tang Yi, ex nuotatrice cinese
- 1993 - Paul Turpin, cestista francese
- 1993 - Ashley Vázquez, pallavolista portoricana
- 1994 - Ade Azeez, calciatore inglese
- 1994 - Riza Durmisi, calciatore danese
- 1994 - Robert Glatzel, calciatore tedesco
- 1994 - Seigō Kobayashi, calciatore giapponese
- 1994 - Vladyslav Korenjuk, cestista ucraino
- 1994 - Christian Luyindama, calciatore congolese (Repubblica Democratica del Congo)
- 1994 - Cephas Malele, calciatore svizzero
- 1994 - Glenn Robinson, cestista statunitense
- 1994 - So Kyong-jin, calciatore nordcoreano
- 1994 - Noah Spence, giocatore di football americano statunitense
- 1994 - Melker Svärd Jacobsson, astista svedese
- 1994 - Brandon Taylor, cestista statunitense
- 1994 - Patrycja Wyciszkiewicz, velocista polacca
- 1995 - Ali Abdulkadir, ex calciatore somalo
- 1995 - Taylan Antalyalı, calciatore turco
- 1995 - Belén Arrojo, cestista spagnola
- 1995 - Deng Hanwen, calciatore cinese
- 1995 - Ryan Destiny, cantautrice, attrice e ballerina statunitense
- 1995 - Paola Di Benedetto, conduttrice televisiva, conduttrice radiofonica e showgirl italiana
- 1995 - Kyle Edmund, tennista britannico
- 1995 - Stephen Hendrie, calciatore scozzese
- 1995 - Nanami Irie, lottatrice giapponese
- 1995 - Lucas Malcotti, schermidore svizzero
- 1995 - Barnes Osei, calciatore ghanese
- 1995 - Matti Steinmann, calciatore tedesco
- 1995 - Myriam Sylla, pallavolista italiana
- 1995 - Jordy de Wijs, calciatore olandese
- 1996 - Rewan Amin, calciatore iracheno
- 1996 - Alkhaly Bangoura, calciatore guineano
- 1996 - Niklas Castro, calciatore cileno
- 1996 - Yuri Antônio Costa da Silva, calciatore brasiliano
- 1996 - Sasalak Haiprakhon, calciatore thailandese
- 1996 - Huang Sijing, cestista cinese
- 1996 - Lin Ivarsson, ex sciatrice alpina svedese
- 1996 - Tyron Johnson, giocatore di football americano statunitense
- 1996 - Kent Main, ciclista su strada sudafricano
- 1996 - Piero Maric, taekwondoka croato
- 1996 - Mi Yuting, goista cinese
- 1996 - Obbi Oularé, calciatore belga
- 1996 - Khylin Rhambo, attore statunitense
- 1996 - Filip Sasínek, mezzofondista ceco
- 1996 - Anthony Talo, calciatore e giocatore di calcio a 5 salomonese
- 1996 - Matthew Teggart, ex ciclista su strada irlandese
- 1996 - GDRN, cantante e attrice islandese
- 1997 - Jack Andraka, inventore statunitense
- 1997 - Nemanja Belaković, calciatore serbo
- 1997 - Fran Brodić, calciatore croato
- 1997 - Francisco Cabral, tennista portoghese
- 1997 - Ronaldo Cisneros, calciatore messicano
- 1997 - Cathy Couturier, calciatrice francese
- 1997 - Shelly Fanning, pallavolista statunitense
- 1997 - Art'owr K'artašyan, calciatore armeno
- 1997 - Jan Kuchta, calciatore ceco
- 1997 - Andreja Leški, judoka slovena
- 1997 - Max Llovera, calciatore andorrano
- 1997 - Mikayla Martin, sciatrice alpina e sciatrice freestyle canadese († 2019)
- 1997 - Ossama Meslek, mezzofondista italiano
- 1997 - Lazar Pejković, ex giocatore di football americano serbo
- 1997 - Paulinho, calciatore brasiliano
- 1997 - Eric Smith, calciatore svedese
- 1997 - Paul Stock, calciatore tedesco
- 1997 - Tarık Çetin, calciatore turco
- 1998 - Bekar, rapper francese
- 1998 - Jean Borg, calciatore maltese
- 1998 - Tony Bradley, cestista statunitense
- 1998 - DiJonai Carrington, cestista statunitense
- 1998 - Jeremy Cijntje, calciatore olandese
- 1998 - Jonathon Cooper, giocatore di football americano statunitense
- 1998 - Richárd Jelena, calciatore ungherese
- 1998 - Manuel Locatelli, calciatore italiano
- 1998 - Giulia Melli, pallavolista italiana
- 1998 - Amin Mirzazadeh, lottatore iraniano
- 1998 - Shaka Toney, giocatore di football americano statunitense
- 1999 - Eylon Almog, calciatore israeliano
- 1999 - Elzan Bibić, mezzofondista e maratoneta serbo
- 1999 - Iggy Brazdeikis, cestista lituano
- 1999 - Adam Brenkus, calciatore slovacco
- 1999 - Earnest Brown IV, giocatore di football americano statunitense
- 1999 - Nicolas Cozza, calciatore francese
- 1999 - Lorela Cubaj, cestista italiana
- 1999 - Damiano David, cantautore italiano
- 1999 - Doriane Escané, sciatrice alpina francese
- 1999 - Gabriel García, pallavolista portoricano
- 1999 - Kamil Grabara, calciatore polacco
- 1999 - Kevin Lewis, calciatore uruguaiano
- 1999 - Lautaro López, cestista argentino
- 1999 - Arne Maier, calciatore tedesco
- 1999 - Akmaral Nauatbek, judoka kazaka
- 1999 - Igor Formiga, calciatore brasiliano
- 1999 - Colby Parkinson, giocatore di football americano statunitense
- 1999 - Elisa Platino, sciatrice alpina italiana
- 1999 - Caio Pumputis, nuotatore brasiliano
- 1999 - Dino Radončić, cestista montenegrino
- 1999 - Monty Rice, giocatore di football americano statunitense
- 1999 - Kenny Robinson, giocatore di football americano statunitense
- 1999 - Jacob Schramm, sciatore alpino tedesco
- 1999 - Jiří Sláma, calciatore ceco
- 1999 - Ja'Sir Taylor, giocatore di football americano statunitense
- 1999 - Austin Wiley, cestista statunitense
- 2000 - Gonzalo Abrego, calciatore argentino
- 2000 - Assane Bèye, calciatore senegalese
- 2000 - Valentín Burgoa, calciatore argentino
- 2000 - Noah Cyrus, cantautrice, attrice e doppiatrice statunitense
- 2000 - Depú, calciatore angolano
- 2000 - Cheick Doucouré, calciatore maliano
- 2000 - Yacine El Kassah, calciatore francese
- 2000 - Keon Ellis, cestista statunitense
- 2000 - Elijah Jones, giocatore di football americano statunitense
- 2000 - Tre Jones, cestista statunitense
- 2000 - Jean Onana, calciatore camerunese
- 2000 - Julián Alejo López, calciatore argentino
- 2000 - Kana'i Mauga, giocatore di football americano statunitense
- 2000 - Aleksa Milojević, calciatore serbo
- 2000 - Alexis Monney, sciatore alpino svizzero
- 2000 - Matthias Phaeton, calciatore francese
- 2000 - Santiago Rodríguez, calciatore uruguaiano
- 2000 - Leči Sadulaev, calciatore russo
- 2000 - Thanawat Suengchitthawon, calciatore thailandese

## XXI secolo(35)
- 2001 - Juan David Cabal, calciatore colombiano
- 2001 - Zach Charbonnet, giocatore di football americano statunitense
- 2001 - Rober, calciatore spagnolo
- 2001 - Amber Igiede, pallavolista statunitense
- 2001 - Madison Kubik, pallavolista statunitense
- 2001 - Jon Pacheco, calciatore spagnolo
- 2001 - Kaash Paige, cantante e rapper statunitense
- 2001 - Dori Sahar, cestista israeliano
- 2001 - Lena Schilling, politica e attivista austriaca
- 2001 - Kryspin Szcześniak, calciatore polacco
- 2001 - Mohammadsina Vahedi, cestista iraniano
- 2001 - Yorbe Vertessen, calciatore belga
- 2002 - Guillem Ferrando, cestista spagnolo
- 2002 - Krisztofer Horváth, calciatore ungherese
- 2002 - Bernardo Lemes, calciatore brasiliano
- 2002 - Kevin Lomónaco, calciatore argentino
- 2002 - Qwan'tez Stiggers, giocatore di football americano statunitense
- 2003 - Finlay Knox, nuotatore canadese
- 2003 - Annerly Poulos, tennista australiana
- 2003 - Luis Sequeira, calciatore argentino
- 2003 - Isabel Sjölin, sciatrice alpina svedese
- 2004 - Juan José Arias, calciatore colombiano
- 2004 - Lucas Assadi, calciatore cileno
- 2004 - Gregorio Bernardi, sciatore alpino italiano
- 2004 - Zhu Yongxin, tuffatore cinese
- 2005 - Hugo Cuenca, calciatore paraguaiano
- 2005 - Jake Daniels, calciatore inglese
- 2005 - Torrie Lewis, velocista australiana
- 2006 - Katie Grimes, nuotatrice statunitense
- 2007 - Eduardo Felicíssimo, calciatore portoghese
- 2008 - Marion Droz Vincent, combinatista nordica francese
- 2008 - Quincy Wilson, velocista statunitense
- 2009 - Liz Akama, skater giapponese
- 2011 - Josephine di Danimarca, principessa danese
- 2011 - Vincent di Danimarca, principe danese

## Senza anno specificato(2)
- Luigi Capè, imprenditore italiano († 1945)
- Kim Jong-un, politico nordcoreano